# Khar-Buluk
Khar-Buluk (en rus: Хар-Булук) és un poble (un possiólok) de Calmúquia, a Rússia, segons el cens del 2012 tenia 783 habitants. Pertany al districte municipal de Tróitskoie.